# 西郷隆夫
西郷 隆夫（さいごう たかお、1964年〈昭和39年〉 - ）は、兵庫県神戸市出身の実業家。
曾祖父は西郷隆盛、祖父は西郷寅太郎。

## 経歴
中京大学法学部法律学科卒業。
大学卒業後は百貨店で勤務。その後は鹿児島で食品事業に携わり、株式会社開墾舎を設立。また、鹿児島の西郷像の近くのビルに、「西郷隆盛銅像展望ホールK10カフェ」を開いている。
株式会社ナンシュウ社長。講演やツアーガイドなどを通して鹿児島県の観光と曾祖父・西郷隆盛の発信を行っている。

## 著書
- 『西郷隆夫の「一点」で囲む』（ジャプラン、高岡修監修）